# Usher Glacier
Usher Glacier är en glaciär i Antarktis. Den ligger i Sydshetlandsöarna. Argentina, Chile och Storbritannien gör anspråk på området. Usher Glacier ligger 480 meter över havet.
Terrängen runt Usher Glacier är huvudsakligen kuperad, men åt nordväst är den platt. Havet är nära Usher Glacier åt nordväst. Trakten är glest befolkad. Närmaste befolkade plats är Commandante Ferraz Station, 10,8 kilometer sydost om Usher Glacier. 